# Chương trình Ranger

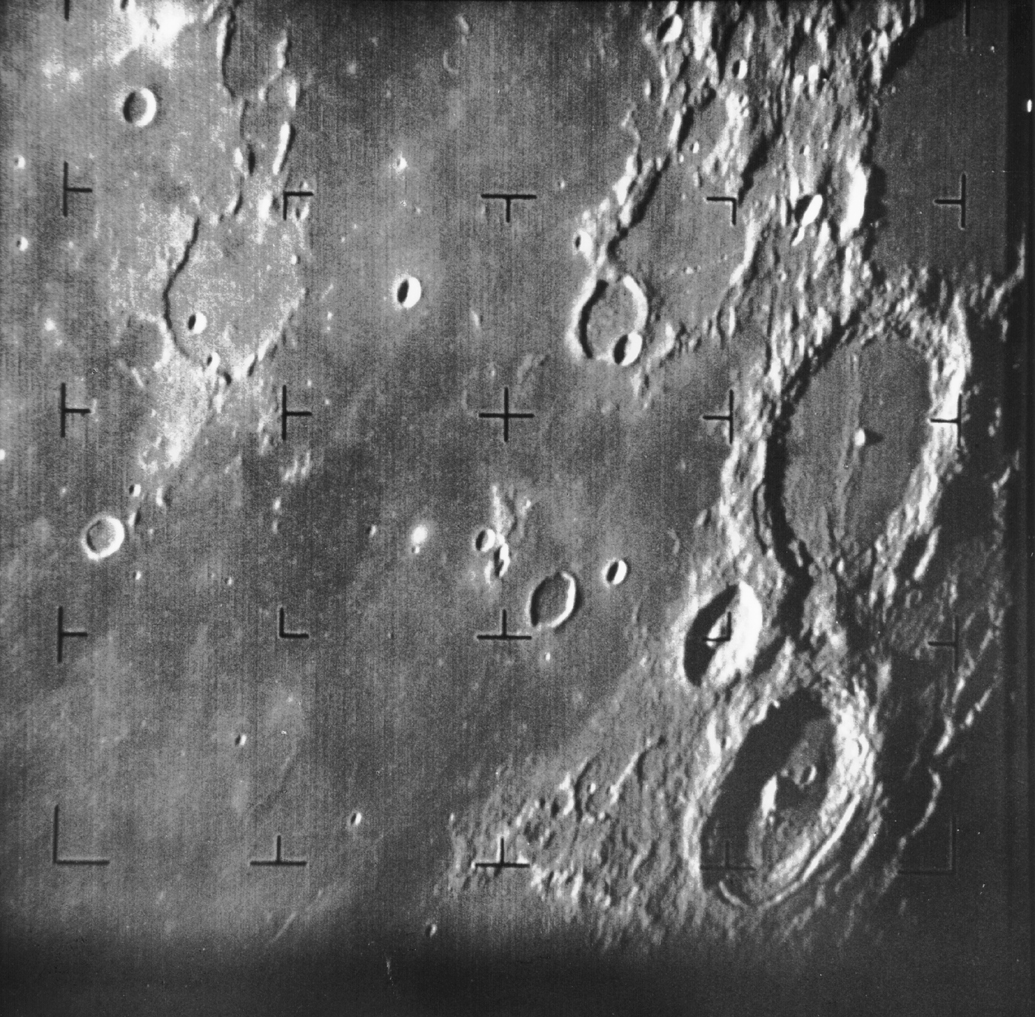
Hình ảnh đầu tiên về Mặt Trăng do một phi vụ Ranger chụp (Ranger 7 năm 1964)

Chương trình Ranger là một loạt các phi vụ không gian không người lái của Hoa Kỳ trong những năm 1960 mà mục tiêu là để có được những hình ảnh cận cảnh đầu tiên về bề mặt của Mặt Trăng. Phi thuyền Ranger được thiết kế để có hình ảnh của bề mặt mặt trăng, truyền những hình ảnh về Trái đất cho đến khi tàu vũ trụ đã bị phá hủy khi tác động. Một loạt các rủi ro, tuy nhiên, đã dẫn đến sự thất bại của sáu chuyến bay đầu tiên. Tại một thời điểm, chương trình được gọi là "phóng đi và hy vọng". Quốc hội Hoa Kỳ đã phát động một cuộc điều tra vào "vấn đề của quản lý" tại trụ sở NASA và Phòng thí nghiệm Sức đẩy phản lực. Sau hai tái tổ chức của các cơ quan,  Ranger 7 trở thành hình ảnh trong tháng 7 năm 1964, tiếp theo là hai nhiệm vụ thành công hơn.
Ranger được thiết kế ban đầu, bắt đầu từ năm 1959, trong ba giai đoạn riêng biệt, được gọi là "khối". Mỗi khối có mục tiêu nhiệm vụ khác nhau và thiết kế hệ thống dần dần nâng cao hơn. Các nhà thiết kế phi vụ JPL lên kế hoạch ra mắt nhiều trong mỗi khối, để tối đa hóa các kinh nghiệm kỹ thuật và giá trị khoa học của nhiệm vụ này và để đảm bảo ít nhất một chuyến bay thành công. Tổng số nghiên cứu, phát triển, ra mắt, và hỗ trợ chi phí cho các dòng Ranger của tàu vũ trụ (Ranger 1 đến 9) là khoảng 170 triệu đô la Mỹ.